# Yvon Mvogo
Yvon Landry Mvogo Nganoma, född 6 juni 1994, är en schweizisk fotbollsmålvakt som spelar för Lorient.

## Karriär
Den 25 augusti 2020 lånades Mvogo ut av tyska RB Leipzig till nederländska PSV Eindhoven på ett tvåårigt låneavtal. Den 13 juli 2022 värvades Mvogo av franska Lorient, där han skrev på ett tvåårskontrakt.

## Landslagskarriär
Mvogo debuterade för Schweiz landslag den 15 oktober 2018 i en 2–1-vinst över Island.